# 奏鸣曲
奏鸣曲是樂器音乐的写作方式之一。在古典音乐史上，此種曲式隨著各個樂派的風格不同，也有著不同的發展。奏鳴曲的曲式从古典樂派时期開始逐步發展完善，19世紀初，給各類樂器演奏的奏鳴曲大量出現，奏鳴曲儼然成為了西方古典音乐的主要表现方式。到了20世紀，作曲家依然創作著給樂器演奏的奏鳴曲，但相較於古典樂派以及浪漫樂派時期，20世紀的奏鳴曲在曲式方面已有了不同的面貌。
小奏鸣曲（sonatine，或sonatina）則是指技术难度较为简单，或者規模較為短小的奏鸣曲作品。

## 辭源
源於「發出聲響」（拉丁語：sonare）一詞。

## 簡史

### 巴洛克時期
17世紀初，奏鳴曲是指為一或二件旋律樂器，以及一個數字低音聲部而寫的樂器作品，也就是一種重奏曲。以人數規模來說，巴洛克時期的奏鳴曲主要有兩種：
- 獨奏奏鳴曲（solo sonata）
- 三重奏鳴曲（trio sonata）是巴洛克時期相當流行的室內樂形式：音域相似的兩個上聲部（通常是兩把小提琴），加上一個数字低音聲部作支持。值得注意的是，巴洛克的數字低音聲部可由多人同時演奏（鍵琴、大提琴、低音管等），因此，所謂的「三重」實際上參與演奏的人數經常並非三人。[2]

巴洛克初期的奏鳴曲，可由單一乐章或是多乐章而組成，當時所謂的「乐章」其實未有固定的排列順序及形式，奏鳴曲的各樂章可自由的跟舞曲混合。17世纪中開始，奏鳴曲可供不同場合使用之需，而分為：
- 教會奏鳴曲（sonata da chiesa）的風格較嚴謹，大多是由注重對位法的樂章而組成。這類奏鳴曲的排列順序較有規範，例如以四個樂章而言，其速度呈慢-快-慢-快之對比。[註 1]到了科雷利時期，更是奠定了教會奏鳴曲的排列順序。
- 室內奏鳴曲（sonata da camera）相較前者，不論風格和曲式都自由許多。室內奏鳴曲的樂章數目及順序皆不固定，不過在樂章與樂章之間也有相當程度的速度對比。[3]

再以樂器的觀點來看，小提琴在巴洛克初期是最被看重的一種旋律樂器，因此當時有大量的鍵琴-小提琴奏鳴曲出現。隨著鍵琴的興衰、鋼琴的崛起，在這類作品中鍵盤與小提琴的占比一直受到學界關注、討論。除此之外，更有無伴奏的小提琴奏鳴曲存在，其中最著名者當屬巴赫的六首小提琴無伴奏奏鳴曲與組曲。至於鍵盤樂器方面，早期的鍵盤樂器奏鳴曲數量並不多，一直到巴洛克盛期，由多梅尼科·斯卡拉蒂寫下數百首單樂章的鍵盤奏鳴曲之後，此類奏鳴曲才躍升為主流。

### 古典時期
受啟蒙運動的影響，古典樂派的音樂無論是在創作風格或是技巧上，都和巴洛克音樂形成了強烈的對比。此時期的音樂家更傾向於運用簡明的曲式從事創作，曲式的結構與規則也在古典時期漸漸確立成形。音樂理論家舒茲在其著述《音樂概論》（Allgemeine Theorie der schönen Künste）當中提及：
奏鳴曲，是由兩個、三個、或四個連貫，但不同特色的樂章所組成的一首器樂曲；有一個或更多曲調部分，每個曲調部分則只由一位彈奏。
承上，以三或四個樂章來看，各樂章有以下的特性：
1. 第一樂章：快板，且採用「奏鳴曲式」，調性則是樂曲的主調。
2. 第二樂章：通常是慢板，和第一樂章形成對照。曲式並無一定，可以是二段式（體）、三段式（體）、或者是變奏曲等。
3. 第三樂章：如果樂曲由三個樂章組成，第三樂章會有終章的氣勢。在古典主義時期，特別是海頓、莫扎特與貝多芬等人的奏鳴曲作品，三樂章者占絕對的多數。[5]若作品有四個樂章，則第三樂章多為較輕鬆的小步舞曲（minuet）或是詼諧曲（scherzo）樂章，且為三段式（體），速度通常是中等到快速的範圍內，亦有可能為慢板樂章，在這種情況下第二樂章便會成為小步舞曲或是詼諧曲樂章。
4. 第四樂章：具備終結全曲的氣勢，必須能和第一乐章互相呼應，作曲家偶爾會採用「奏鸣曲式」或是生動活潑的「輪旋奏鳴曲式」創作。

除了少數例外作品外，上述的曲式結構在18世紀後期漸漸固定下來，舉如海頓、克莱门蒂、莫扎特以及貝多芬等人的多樂章作品，均採用此格式創作。後人可由罗曼·罗兰之言一窺奏鳴曲的當代風格：
當時的藝術家首先要使聽眾對一個樂曲的每一部分都感興趣，而不為單獨的任何部分著迷。（所以特別重視均衡。）第一樂章Allegro的美的樂章，特別在於明白，均衡，和有規律：不同的樂旨總是對比的，每個樂旨總在規定的地方出現，它們的發展在典雅的形式中進行。第二樂章Andante，則來撫慰一下聽眾微妙精鍊的感覺，使全曲有些優美柔和的點綴；然而一切劇烈的表情是給莊嚴穩重的Menuet擋住去路，最後再來一個天真的Rondo，用機械式的復奏和輕盈的愛嬌，使聽的人不致把藝術當真，而明白那不過是一場遊戲。
克莱门蒂作品2的六首鋼琴奏鳴曲是第一部真正的钢琴奏鸣曲作品。

### 浪漫時期
浪漫時期的奏鳴曲大多數仍保留四樂章形式，但各樂章的長度明顯增加了許多。在曲式方面，古典樂派的曲式結構仍被採用，但是大多數人僅約略遵循曲式的規範，有的作曲家將曲式的結構完全拓展開來，有的作曲家則省略部分結構。